# 玉麦乡 (隆子县)

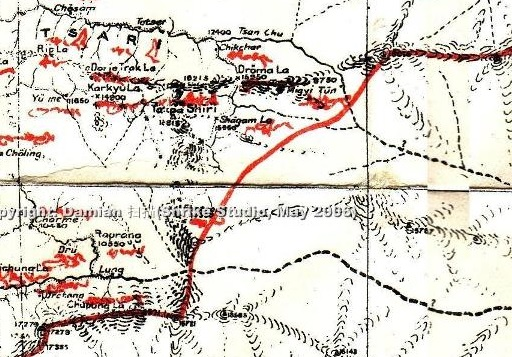
玉麦乡附近的麦克马洪线

|  |

玉麦乡（藏語：ཡུལ་སྨད་，威利转写：yul smad），是中华人民共和国西藏自治区山南市隆子县下辖的一个乡。麦克马洪线穿越玉麦乡南部，线以东区域是藏南的一部分，为印度所占领。

## 概况
玉麦乡全乡境域面积3100平方公里，中国实际控制面积450平方公里。2016年全乡仅有9户32人，为中华人民共和国人口最少的乡。现由于邻乡牧民迁入，人口已增长至67户238人。
首任乡长桑杰曲巴与其女儿卓嘎、央宗姐妹三人在玉麦放牧守边直到1996年有外人迁入，其事迹被大量报道。2018年3月1日，卓嘎、央宗姐妹被选为2017年感动中国年度人物。
2018年底，新建居民点于隆嘎加萨村。
玉麦乡位于隆子县东南部，到隆子县城的地理直线距离不过40公里，但地形险峻，公路距隆子县城197公里，到县城需翻过三座海拔4500米以上山口。距拉萨市595公里。玉麦乡地处喜马拉雅山南麓，西邻三安曲林乡，北邻扎日乡，东邻墨脱县，南与错那县接壤。 [23-25]  处于北纬28°20′～28°40′、东经93°02′～93°32′之间。属高山峡谷地貌，地势北高南低，群山环绕。平均海拔3650米，玉麦村海拔3560米。北部的日拉雪山海拔5001米，山口海拔4627米，周围还有多座海拔五千米以上的雪山。属于印度洋季风气候，夏季气温偏凉，约15℃至20℃左右，冬季气温约-15℃至-20℃，冬季多雪、春夏秋三季多雨。每年11月至来年5月是大雪封山时期。每年约260多天下雨雪。境内河流有玉麦曲、西巴霞曲等。全乡草地约17000亩，林地约18.34万亩。有马鹿、狐狸、獐、岩羊、雪鸡、藏马鸡、水獭、棕熊、扭角羚、雀鹰、金雕、野牛、猫头鹰等野生动物。有贝母、知母、虫草、黄花、黄连、大黄、天麻、红花等药材资源。有松、柏、青冈等树种。经济林木有野桃、苹果、花椒等。

## 历史沿革
- 1951年以前，属隆子宗；1951年，中国人民解放军入藏后，设玉门乡，属扎日区。
- 1960年，玉门乡改名玉麦乡。
- 1969年，玉麦乡改为玉麦公社。
- 1979年，随扎日区划归隆子县。
- 1984年，再次改为玉麦乡，属隆子县扎日区。
- 1999年，扎日区撤销，玉麦乡直属隆子县。
- 2009年，玉麦乡人民代表大会挂牌成立。
- 2011年，玉麦公安边防派出所成立。

## 人口
- 2017年全乡共32人，在校就读学生12人（大学4名、毕业1名、高中6名、小学2名）、残疾儿童1名（未上学）、学龄前儿童2名、成年人16名（男8人、女8人）。2019年从附近的加玉乡和热荣乡迁来了47户163人，玉麦乡共有村民56户195人。2020年7月扎日乡曲桑村的11户43名群众搬迁到玉麦乡，人口增至67户238人。

## 经济
2016年全乡农牧民人均纯收入达55752元，比2015年的26202元增长112.7%，位列隆子县第一。2018年，玉麦乡人均收入超过6万元。

## 设施建设
- 2001年9月，通往扎日乡的公路修通
- 2003年，玉麦乡通电话
- 2007年11月，玉麦乡实现中国移动2G网络覆盖[5]
- 2009年，投资190万元的玉麦微型水电站通电
- 2012年，玉麦乡综合文化站工程建成
- 2013年，玉麦乡实现中国移动3G网络覆盖[5]
- 2014年，玉麦乡实现中国移动4G网络覆盖[5]
- 2017年，玉麦乡实现中国移动百兆宽带普及[5]
- 2018年2月，玉麦乡国家电网工程合闸送电

## 历任领导
| 乡党支部书记 1. 达娃 2. 付成聪 3. 边巴达杰 | 乡长 1. 桑杰曲巴（1959年—1988年） 2. 卓嘎（1988年—2011年） 3. 达娃（2011年6月—） | 副乡长 - 央宗（任职17年，兼妇女主任） - 扎西罗布（1996年—） - 尚林佳 - 达桑 - 占堆 |

## 行政区划
玉麦乡下辖以下地区：
玉麦村。